# أوتوكار أرما
ارما هي مركبة قتال مدرعة برمائية بعجلات 6X6 و8X8 ، تم تصميمها وتطويرها من قبل شركة أوتوكار، وهي مركبة ذو مستوى عالي الحماية من الألغام بسبب صلابة جسمها الفولاذي.

## مواصفات
- الأبعاد: الطول: 6428 م، العرض: 2708 م، الارتفاع: 2223 م.
- الوزن: 18500 كجم.
- السرعة: 105 (كم / ساعة) على الطريق.
- المدى: 700 كم.
- الطاقم: 2 + 8 جنود أو (10 جنود إذا كانت 8X8 ).
- الدرع: الحماية 12.5 ملم، وضد الألغام و IDFs.
- التسلح: واحدة 12.7 & مم أو 7.62 ملم ومدفع رشاش.
- الملحقات: نظام حماية NBC، تكييف الهواء.

## وصلات خارجية
- Otokar